# Achille Rodolosse
Achille Rodolosse est un architecte français né à Paris le 5 mai 1849 et mort à Cahors le 27 novembre 1914 .

## Biographie
Jean Gabriel Achille Rodolosse est le fils de Jean Joseph Rodolosse (1801-1883), né à Cahors, officier au 10e régiment de chasseurs à pied, officier de la Légion d'honneur.
Il a suivi les cours de l'École des beaux-arts à partir de 1872. Il a été l'élève de Pierre Chabat (1827-1892) et de Georges-Ernest Coquart (1831-1902). Il a remporté une médaille de 1re classe en 1877. Avec Charles Valentin de Saint-Germain il a remporté le 1er prix au concours publique de l'école normale de Laon.
Il a été inspecteur des travaux de la section française de l'Exposition universelle de 1878. Il est nommé architecte départemental du Lot jusqu'en 1908 où il a réalisé de nombreux bâtiments. L'école normale d'instituteurs, à Cahors est une de ses premières constructions dans le département du Lot, entre 1882 et 1885. 
Il est aussi architecte à Paris.

## Ouvrages
- Lycée Gambetta[3], à Cahors, entre 1895 et 1898 ;
- Bibliothèque municipale de Cahors[4], de 1895 à 1908 ;
- Collège de filles, actuel lycée Clément-Marot[5], à Cahors, en 1887-1889 ;
- Église Saint-Étienne, à Albas, en 1894-1897 ;
- Église Notre-Dame de Belfort-du-Quercy, pour laquelle il a reconstruit le clocher, en 1892-1897[6] ;
- Église Saint-Martin de Caniac-du-Causse, reconstruite dans le style roman, en 1883-1886[7] ;
- Église Sainte-Radegonde, à Frayssinet-le-Gélat, où il construit le clocher en 1885-1888[8] ;
- Église Saint-Pierre-ès-Liens de Goujounac, où il remplace un plafond de planches peintes en bleu par une fausse-voûte d'arêtes sur toute la nef, dans les années 1880[9] ;
- Église Saint-Pierre-aux-Liens, à Vaylats ;
- Restauration de l'église Notre-Dame-du-Puy de Figeac ;
- Caserne de gendarmerie, à Cahors ;
- Caisse d'épargne, à Cahors, en 1886-1896 ;
- Maternité et hôpital de Cahors, en 1897-1901 ;
- École normale d'instituteurs[10], à Cahors, en 1882-1885 ;
- École normale d'institutrices, à Cahors, actuel Centre universitaire Maurice-Faure, en 1886-1887 ;
- 35 écoles primaires, dont celles de Luzech et de Cajarc ;
- Monument dédié à Clément Marot[11], à Cahors ;
- Monument Canrobert, à Saint-Céré ;

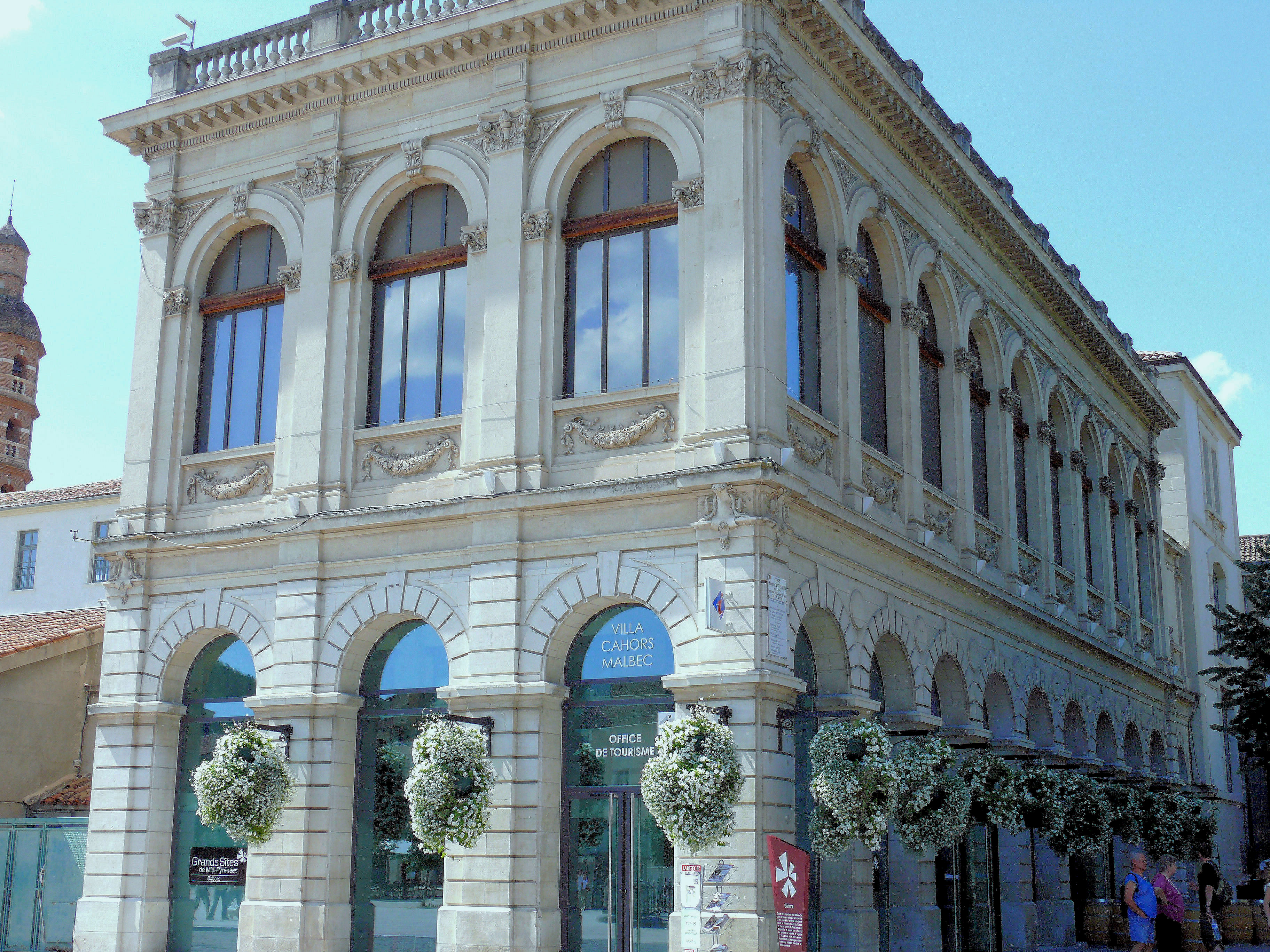
Bibliothèque municipale de Cahors.
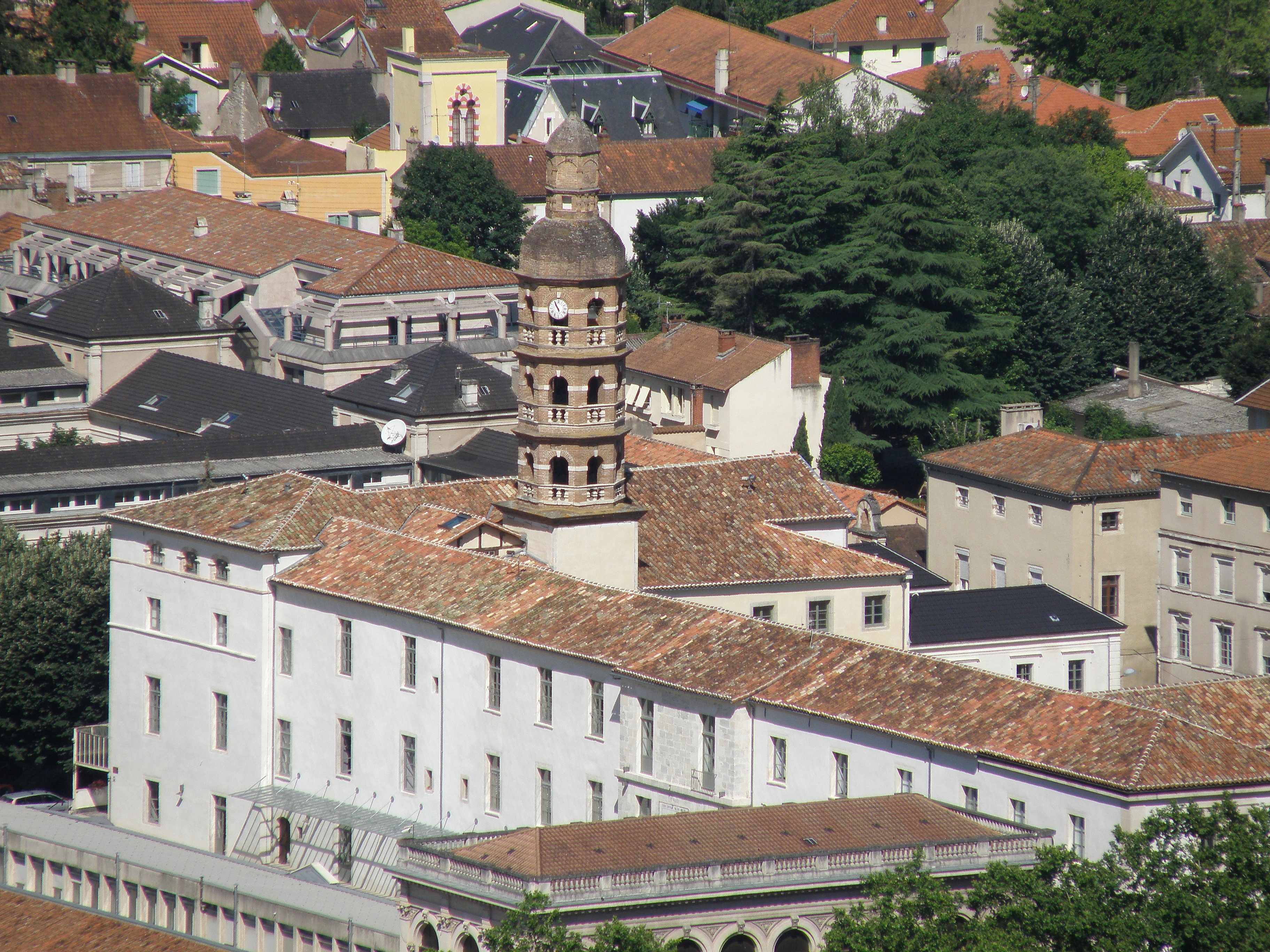
Collège Gambetta, actuel lycée Gambetta.
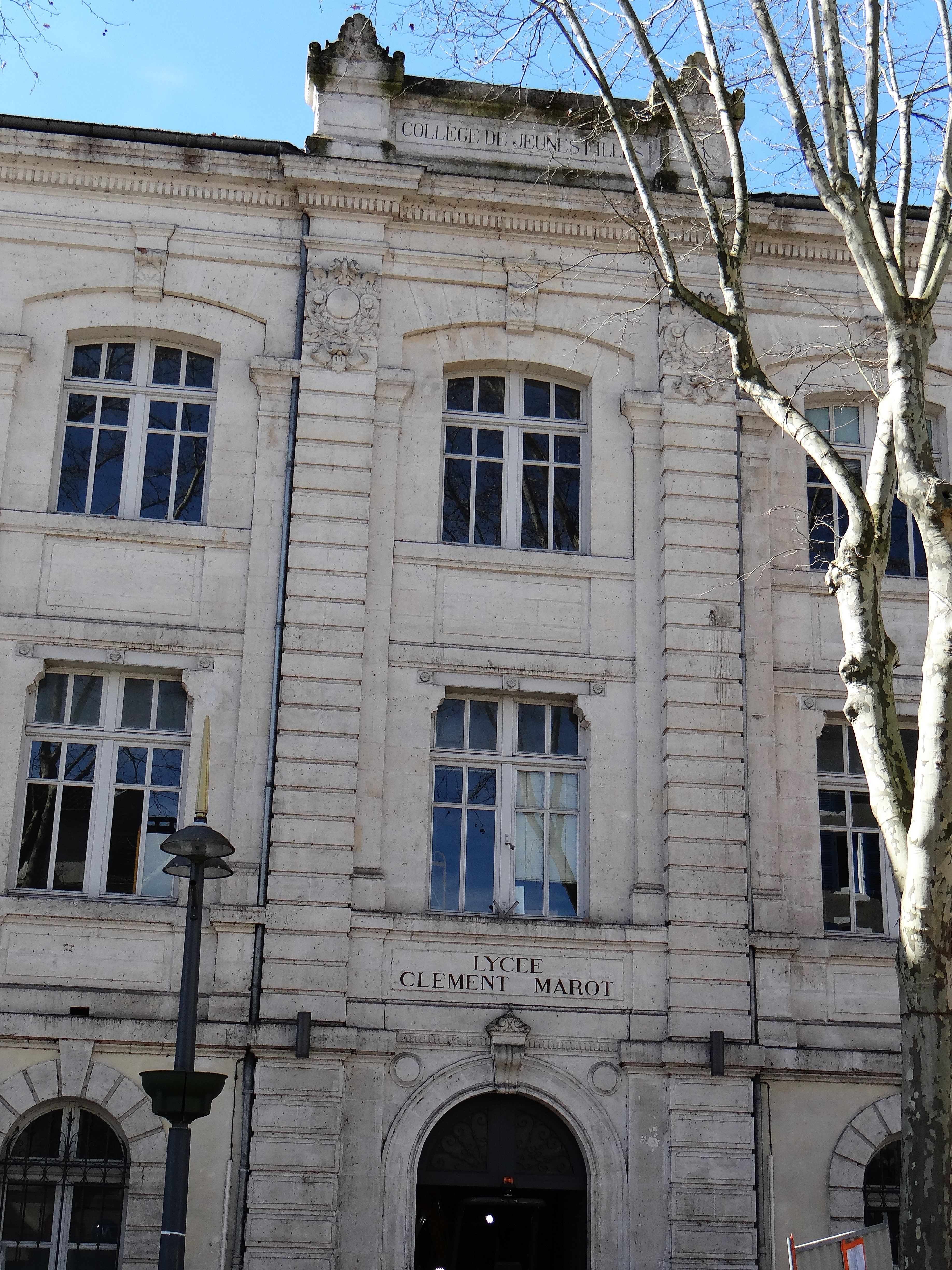
Collège de jeunes filles, actuel lycée Clément-Marot.
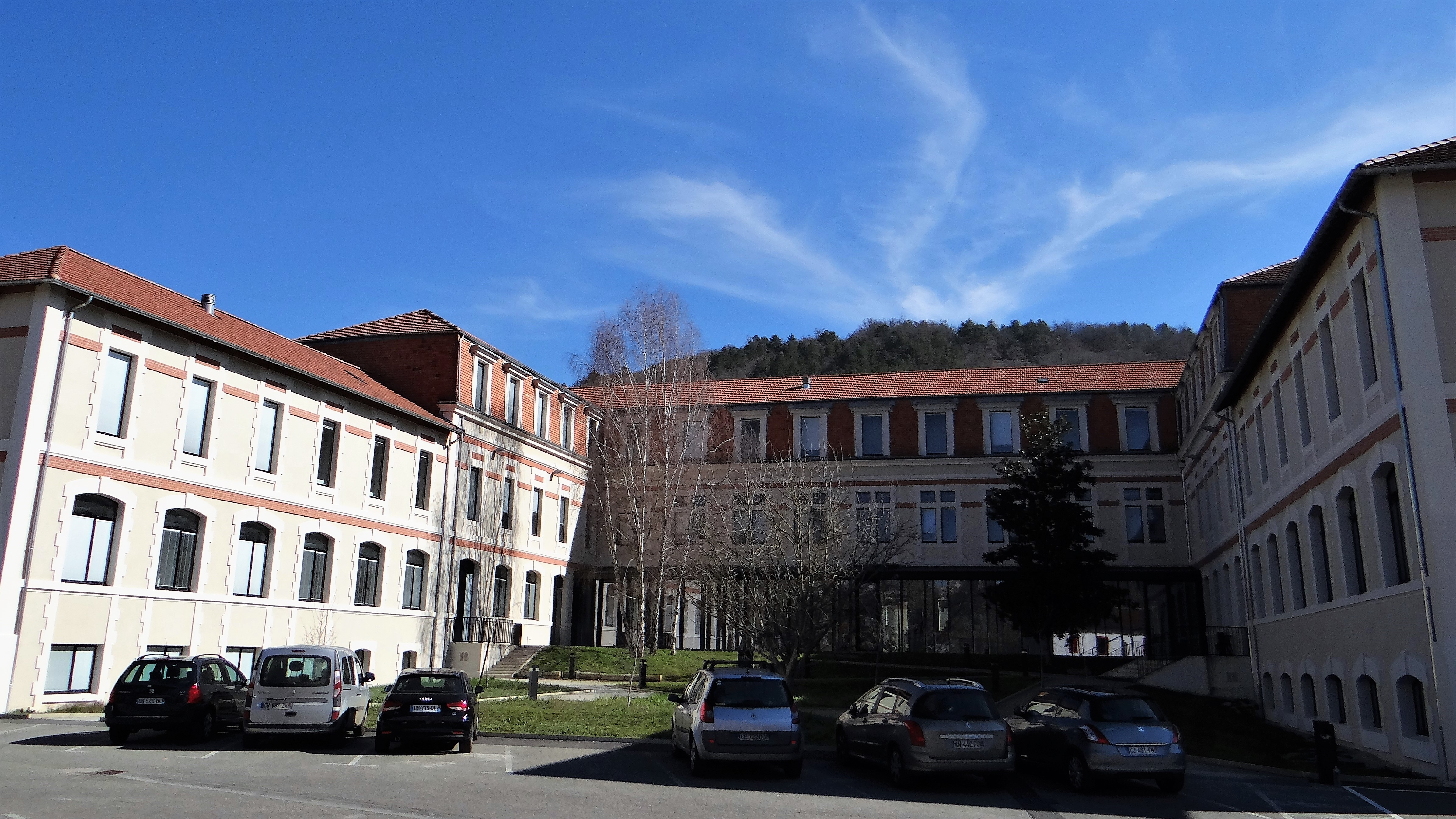
École normale d'institutrices, actuelle Centre universitaire Maurice-Faure.
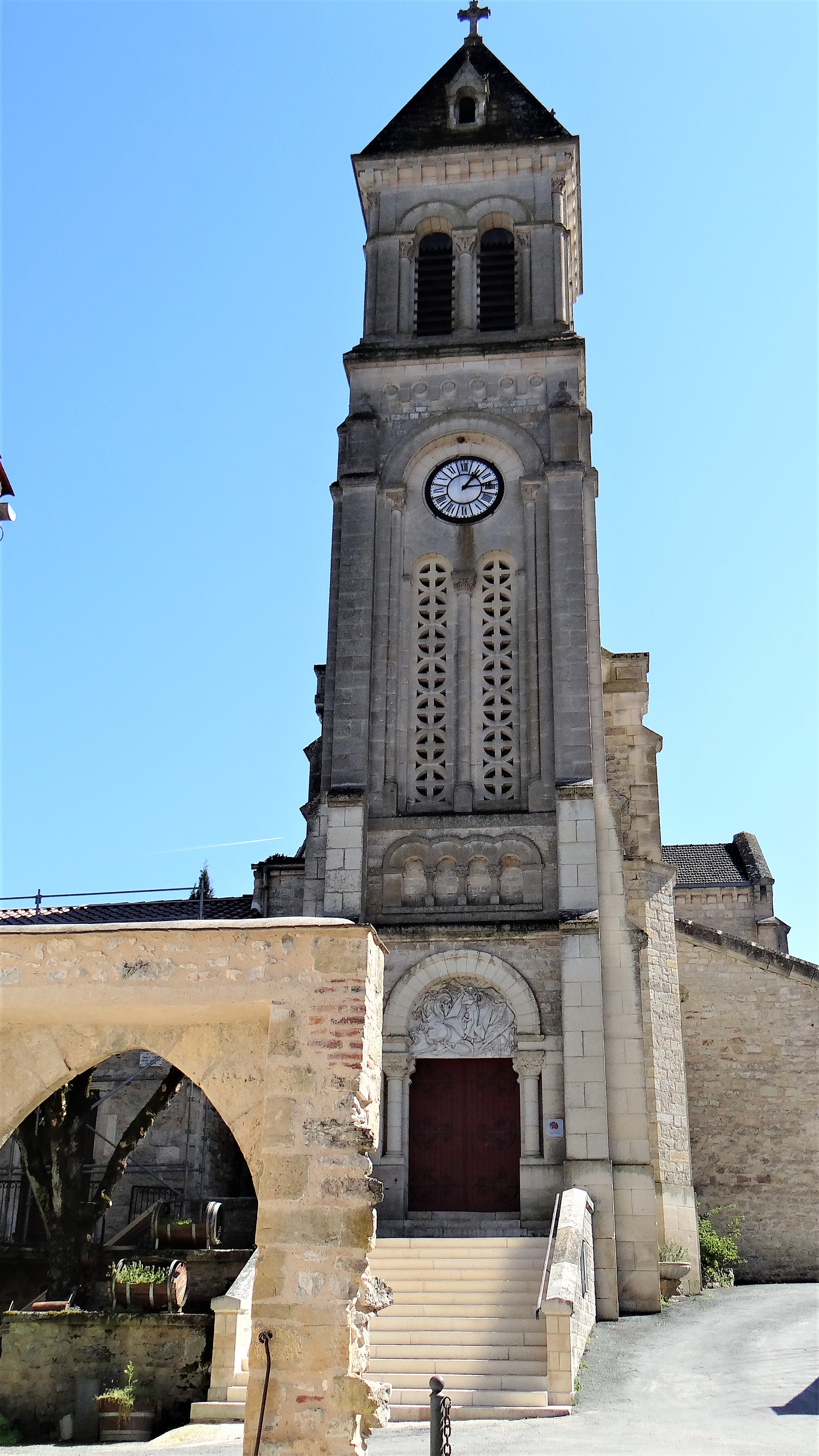
Église Saint-Étienne d'Albas.
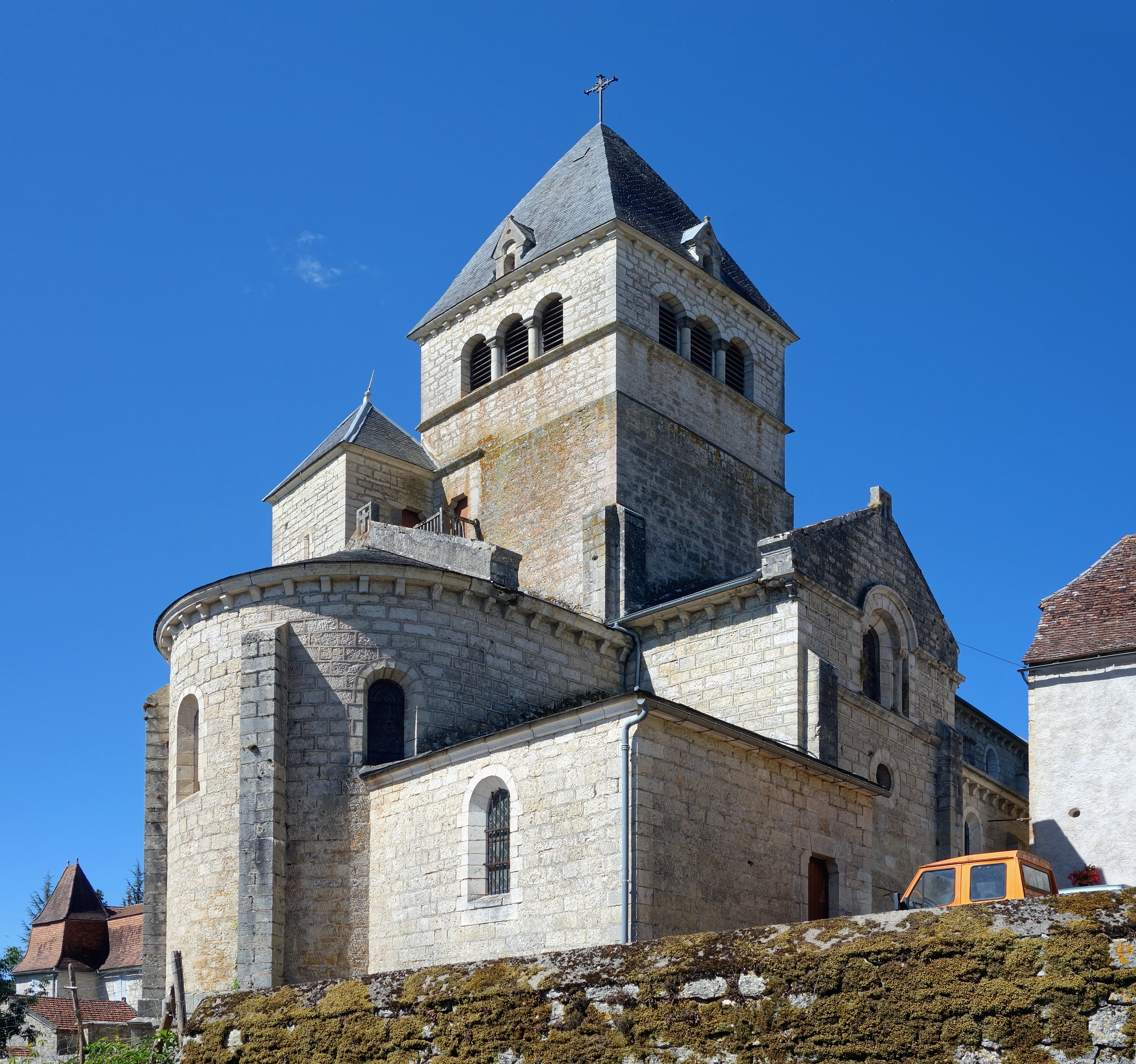
Église Saint-Martin de Caniac-du-Causse.
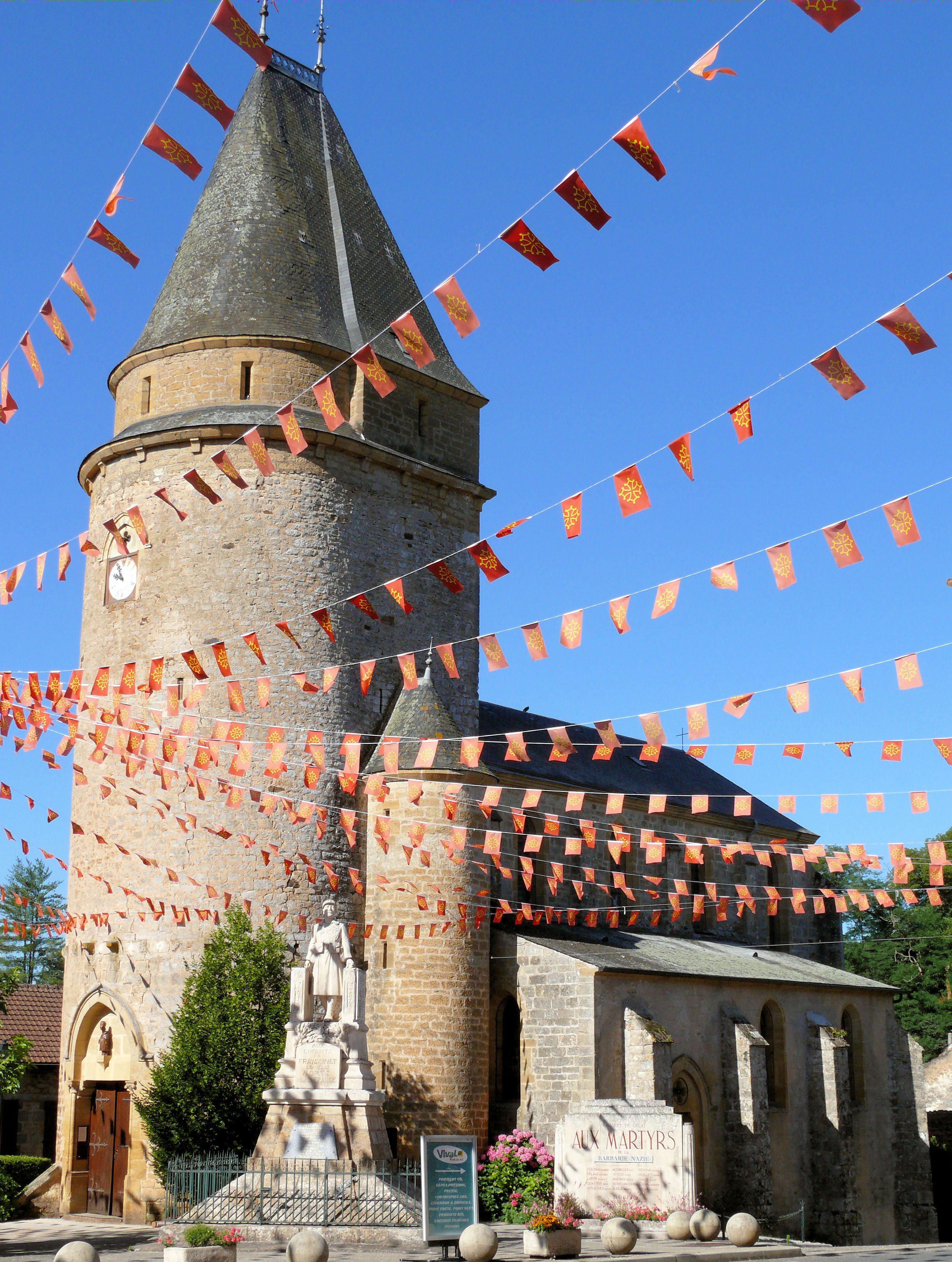
Église Sainte-Radegonde de Frayssinet-le-Gélat.